# Herb obwodu grodzieńskiego
Herb obwodu grodzieńskiego przedstawia żubra złotego, stojącego w pozycji naturalnej, patrzącego w stronę prawą na tarczy czerwonej, kształtu francuskiego. W klejnocie herbu korona murowa o pięciu basztach. Tarcza herbowa otoczona jest złotymi gałęziami dębu, przewiązanymi błękitną wstęgą.
Herb obwodu grodzieńskiego został ustanowiony 14 czerwca 2007 roku rozporządzeniem prezydenta Białorusi. Nawiązuje do nadanego w 1878 roku herbu guberni grodzieńskiej. Zamiast korony cesarskiej dano koronę murową. Zostawiono natomiast dębowe gałęzie i wstęgę carskiego orderu św. Andrzeja.